# Bartoloměj Netolický

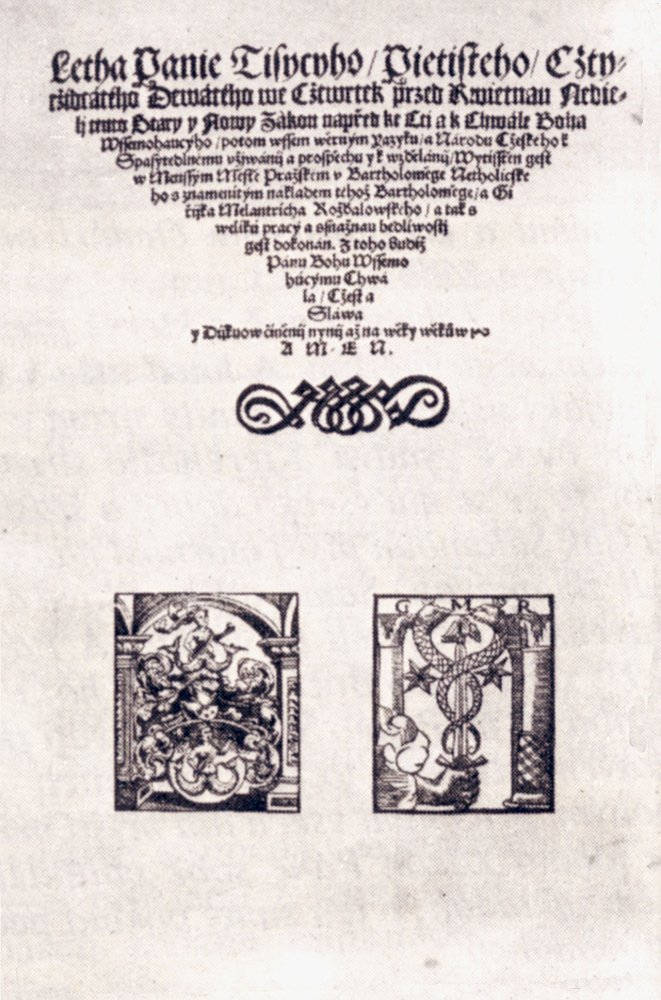
Poslední strana tzv. Bible Melantrichovy s tiskařskými signety, vlevo Netolického, vpravo Jiřího Melantricha

Bartoloměj Netolický z Netolic (zemřel okolo 1562) byl pražský tiskař.
Narodil se v Netolicích (nejisto kdy). V roce 1536 založil tiskárnu v Praze na Malé Straně (jeden z domů dnešního domu U Splavínů), stal se loajálním k Ferdinandovi I., přičemž na přechodnou dobu po potlačení odboje roku 1547 byl jediným povoleným tiskařem, získal také privilegium na tisk bible a také predikát. Právě v době zákazu tisku k Netolickému přišel jako tovaryš Jiří Melantrich z Aventina, kterému v roce 1552 Netolický svoji tiskárnu prodal. S Melantrichem také Netolický vydal tzv. Bibli Melantrichovu. Netolický zřejmě působil pak ještě v letech 1561–1562.